# Povoda
Povoda (ungarisch Pódatejed) ist eine Gemeinde im Südwesten der Slowakei mit 968 Einwohnern (Stand 31. Dezember 2024). Sie gehört zum Okres Dunajská Streda, einem Teil des Trnavský kraj.

## Geographie
Die Gemeinde befindet sich im Mittelteil der Großen Schüttinsel, einem Teil des slowakischen Donautieflands. Der Kanal Gabčíkovo–Topoľníky markiert die Südgrenze des bebauten Gebiets. Das Ortszentrum liegt auf einer Höhe von 115 m n.m. und ist drei Kilometer von Dunajská Streda entfernt.
Nachbargemeinden sind Dunajská Streda im Westen und Norden, Kútniky im Nordosten und Osten, Mad im Südosten sowie Vrakúň im Süden.

## Geschichte
Einer der Gemeindeteile, Pódafa, wurde zum ersten Mal 1332 als Poda Ety schriftlich erwähnt. 1455 erhielt die ortsansässige Familie Poda-Etjei den Besitz des Dorfes, der bis zum 18. Jahrhundert andauerte. Im 19. Jahrhundert arbeitete eine Dampfmühle im Ort. 1828 zählte man 19 Häuser und 140 Einwohner.
Die heutige Gemeinde entstand 1940 durch Zusammenschluss der Orte Čenkovce (ungarisch Csenkeszfa), Lidér-Tejed und Pódafa. Damals hieß die Gemeinde Pódatejed, da sie im nach dem Ersten Wiener Schiedsspruch durch Ungarn besetzten Gebiet lag. Nach der Rückgliederung in die Tschechoslowakei wurde der ungarisch klingende Name Pódatejed in Povoda geändert.
Von 1960 bis 1990 war Povoda Teil der Gemeinde Kútniky.

## Bevölkerung
| Jahr                | 1994 | 2004    | 2014     | 2024    |
| ------------------- | ---- | ------- | -------- | ------- |
| Anzahl der Personen | 724  | 788     | 901      | 968     |
| Unterschied         |      | +8,83 % | +14,34 % | +7,43 % |

| Jahr                | 2023 | 2024    |
| ------------------- | ---- | ------- |
| Anzahl der Personen | 994  | 968     |
| Unterschied         |      | −2,61 % |

Nach der Volkszählung 2011 wohnten in Povoda 877 Einwohner, davon 637 Magyaren, 201 Slowaken, sechs Tschechen und ein Ukrainer. Ein Einwohner gab eine andere Ethnie an und 31 Einwohner machten keine Angabe. 663 Einwohner bekannten sich zur römisch-katholischen Kirche, 43 Einwohner zur reformierten Kirche, 23 Einwohner zur evangelischen Kirche A. B., sechs Einwohner zur griechisch-katholischen Kirche, drei Einwohner zur evangelisch-methodistischen Kirche, zwei Einwohner zur tschechoslowakischen hussitischen Kirche und ein Einwohner zur jüdischen Gemeinde; zwei Einwohner bekannten sich zu einer anderen Konfession. 49 Einwohner waren konfessionslos und bei 85 Einwohnern wurde die Konfession nicht ermittelt.